# Giuseppe Antonini (calciatore)
Giuseppe Antonini (Verona, 2 settembre 1914 – Verona, 29 novembre 1989) è stato un calciatore e allenatore di calcio italiano, di ruolo centrocampista.

## Caratteristiche tecniche
Mediano o mezzala, si distinse come centrocampista votato alla copertura e al lavoro di sacrificio per i compagni di squadra. Dotato di una discreta tecnica individuale, faceva dell'impegno e della corsa le sue armi migliori.

## Carriera

### Calciatore
Debuttò a vent'anni nel Verona, squadra della città natale, con cui disputò tre campionati di Serie B.
Nel 1937 si trasferì al Milan, dove rimase per dodici anni, indossando per sei stagioni la fascia di capitano. Esordì in Serie A il 12 settembre 1937 in Milan-Liguria 2-1. Con i rossoneri disputò in totale 288 partite ufficiali nelle quali realizzò 24 gol, in annate contraddistinte da prestazioni opache della formazione milanista, nelle quali diede il suo contributo come faticatore di centrocampo. Il suo picco di rendimento fu nel campionato 1946-1947, quando mise a segno 6 reti, record personale.
Nel 1949, a 35 anni, fu posto in lista di trasferimento dal Milan, proprio alla vigilia dell'arrivo del trio svedese Gre-No-Li. Passò alla Reggiana, in Serie B, dove disputò due stagioni non brillanti, prima di chiudere la carriera nel 1951, a 37 anni.

### Allenatore
Iniziò ad allenare nella Reggiana, dapprima come allenatore-giocatore e successivamente, nella stagione 1951-1952, solo come allenatore, venendo esonerato alla 27ª giornata. In seguito sedette sulla panchina del Venezia, nel campionato di Serie C 1953-1954, e del Piacenza nella seconda parte della stagione 1954-1955, in sostituzione dell'esonerato Attilio Kossovel.

## Statistiche

### Presenze e reti nei club
| Stagione        | Squadra         | Campionato      | Campionato | Campionato | Coppe nazionali | Coppe nazionali | Coppe nazionali | Coppe continentali | Coppe continentali | Coppe continentali | Altre coppe | Altre coppe | Altre coppe | Totale | Totale |
| Stagione        | Squadra         | Comp            | Pres       | Reti       | Comp            | Pres            | Reti            | Comp               | Pres               | Reti               | Comp        | Pres        | Reti        | Pres   | Reti   |
| --------------- | --------------- | --------------- | ---------- | ---------- | --------------- | --------------- | --------------- | ------------------ | ------------------ | ------------------ | ----------- | ----------- | ----------- | ------ | ------ |
| 1937-1938       | Milan           | A               | 18         | 2          | CI              | 3               | 0               | CEC                | 2                  | 0                  | -           | -           | --          | 23     | 2      |
| 1938-1939       | Milan           | A               | 15         | 1          | CI              | 3               | 0               | -                  | -                  | -                  | -           | -           | -           | 18     | 1      |
| 1939-1940       | Milan           | A               | 30         | 0          | CI              | 2               | 0               | -                  | -                  | -                  | -           | -           | -           | 32     | 0      |
| 1940-1941       | Milan           | A               | 29         | 1          | CI              | 2               | 0               | -                  | -                  | -                  | -           | -           | -           | 31     | 1      |
| 1941-1942       | Milan           | A               | 28         | 0          | CI              | 6               | 1               | -                  | -                  | -                  | -           | -           | -           | 34     | 1      |
| 1942-1943       | Milan           | A               | 27         | 1          | CI              | 2               | 0               | -                  | -                  | -                  | -           | -           | -           | 29     | 1      |
| 1943-1944       | Milan           | DN              | 13         | 1          | -               | -               | -               | -                  | -                  | -                  | -           | -           | -           | 13     | 1      |
| 1944-1945       | Milan           | -               | -          | -          | -               | -               | -               | -                  | -                  | -                  | -           | -           | -           | -      | -      |
| 1945-1946       | Milan           | A               | 38         | 4          | -               | -               | -               | -                  | -                  | -                  | -           | -           | -           | 38     | 4      |
| 1946-1947       | Milan           | A               | 29         | 6          | -               | -               | -               | -                  | -                  | -                  | -           | -           | -           | 29     | 6      |
| 1947-1948       | Milan           | A               | 28         | 4          | -               | -               | -               | -                  | -                  | -                  | -           | -           | -           | 28     | 4      |
| 1948-1949       | Milan           | A               | 13         | 3          | -               | -               | -               | -                  | -                  | -                  | -           | -           | -           | 13     | 3      |
| Totale Milan    | Totale Milan    | Totale Milan    | 268        | 23         |                 | 18              | 1               |                    | 2                  | 0                  |             | -           | -           | 288    | 24     |
| Totale carriera | Totale carriera | Totale carriera | ?          | ?          |                 | ?               | ?               |                    | ?                  | ?                  |             | ?           | ?           | ?      | ?      |

## Dopo il ritiro
Dopo aver lasciato il mondo del calcio si occupò dell'azienda edile di famiglia.